# 何劭
何劭（236年—301年），字敬祖，陳郡陽夏人，何曾之子。
年幼時與晉武帝友好，武帝即位，召為散騎常侍，累遷侍中、尚書。晉惠帝即位，遷左僕射。驕奢超過乃父，每天花在吃飯上的錢就超過二萬錢。。
卒於晉永寧元年（301年）十二月，谥康。《隋书·经籍志注》录有文集一卷。